# 莫森冰川
76°13′S 162°5′E / 76.217°S 162.083°E
莫森冰川（英語：Mawson Glacier）是南極洲的冰川，位於維多利亞地東岸，流經特里尼蒂冰原島峰和科克伍德山脈以北，最終注入羅斯海，由英國探險隊繪入地圖，以澳大利亞探險家道格拉斯·莫森命名。